# Tossal del Castell de Termes
El Tossal del Castell de Termes és una muntanya de 1.779 metres que es troba entre els municipis de Josa i Tuixén, a la comarca de l'Alt Urgell i de Gósol, a la comarca catalana del Berguedà.